# Palazzo delle Debite
Il Palazzo delle Debite è un palazzo di Padova, realizzato su progetto di Camillo Boito nel 1874.
Affacciato su Piazza delle Erbe e adiacente al Palazzo della Ragione, nei particolari costruttivi e decorativi, il Palazzo delle Debite presenta uno stile che va dal medievale al protorinascimentale.

## Storia

L'edificio delle "prigioni delle debite", abbattuto nel 1873 per far posto all'attuale palazzo.

Il Palazzo delle Debite fu anticamente una prigione per gli insolventi.
Il palazzo fu oggetto di rifacimento nel 1874 a seguito di un concorso indetto nel 1872 dal Comune di Padova e rientrante in un progetto urbano più ampio di adeguamento funzionale di alcuni edifici storici.
A Camillo Boito, vincitore del concorso, viene affidato l’incarico di progettare un immobile in armonia con gli edifici antichi della piazza e, allo stesso tempo, in linea con le esigenze della vita moderna. Su progetto di Boito, il Palazzo assunse una funzione insieme commerciale e residenziale: il piano terra venne destinato alle botteghe e i piani superiori ad abitazioni private.

## Descrizione
Lungo la facciata principale, il Palazzo delle Debite presenta un porticato notevolmente sviluppato in altezza, progettato per garantire quanta più luce possibile alle botteghe disposte al piano terra. La robustezza delle colonne del portico, costruite in pietra Botticino di Brescia, richiama le costruzioni medievali, mentre il soffitto presenta elementi costruttivi in ghisa decorata, materiale utilizzato anche per le due porte di accesso ai piani superiori.
Il Palazzo si sviluppa in soli due piani, scelta dovuta alla necessità di non superare in altezza il vicino Palazzo della Ragione. Entrambi i piani presentano bifore, ma quelle del piano nobile si differenziano per la presenza di grandi archi che delineano i due vani di ogni finestra. Sulla facciata dei piani, in corrispondenza delle colonne del portico, si sviluppano i contrafforti in pietra calcarea dei Colli Euganei, resi particolarmente visibili dal contrasto del bianco della pietra con il fondo a mattoni che inquadra le finestre.
Sulla cornice di coronamento si innalza un attico delimitato agli angoli da pilastri che reggono leoni reggenti uno scudo.

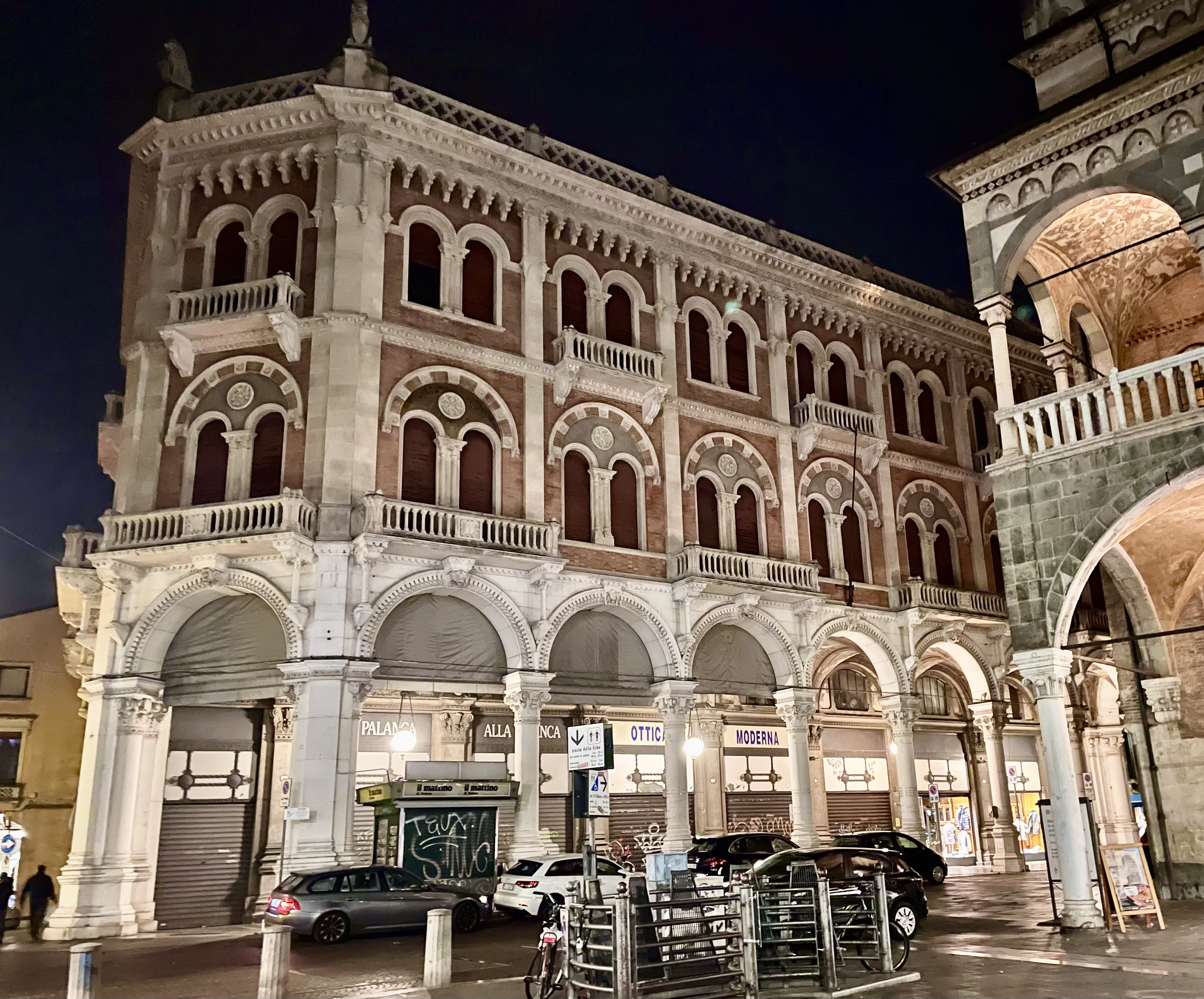
Palazzo delle Debite, Padova
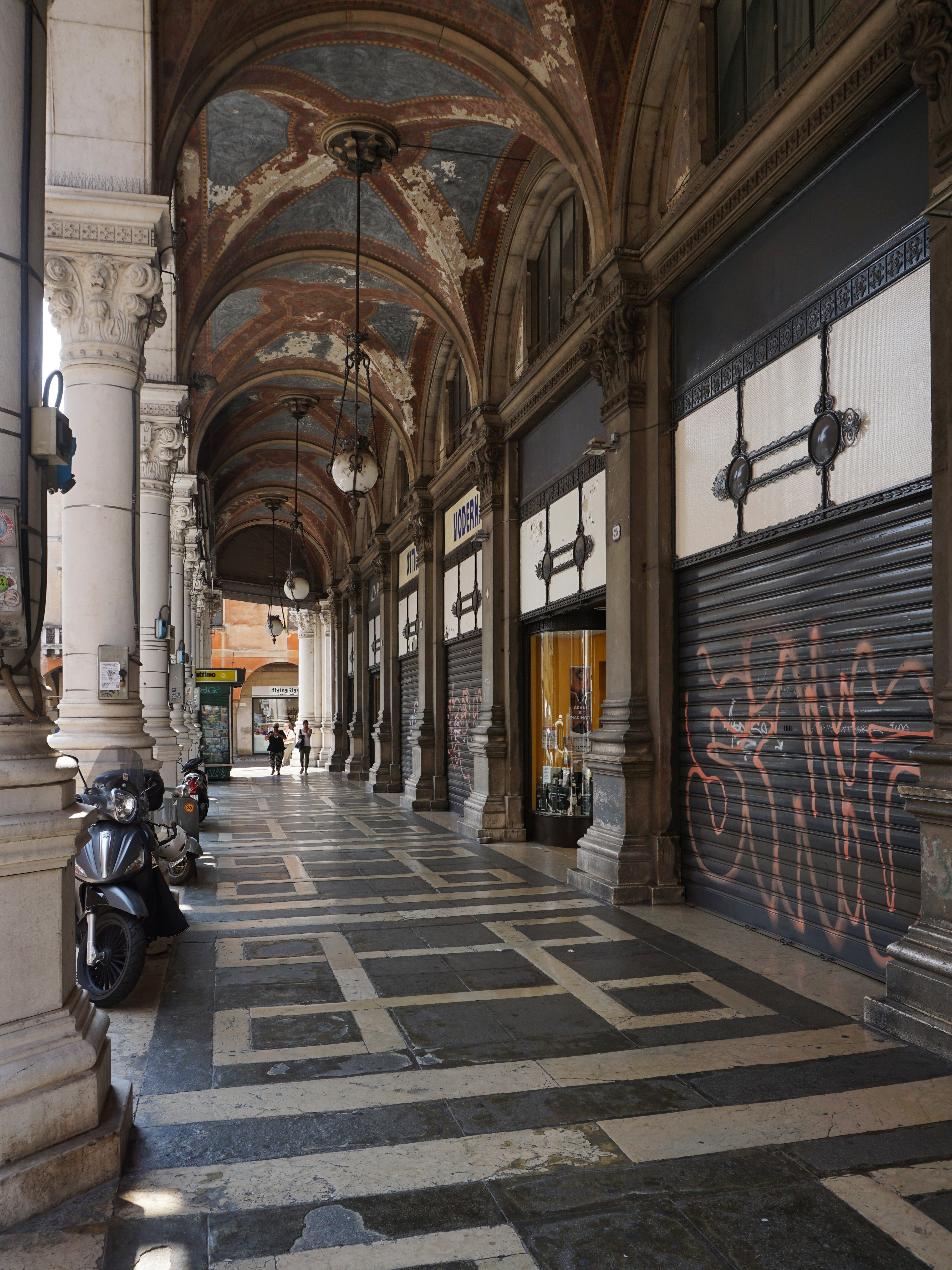
Palazzo delle Debite, portico
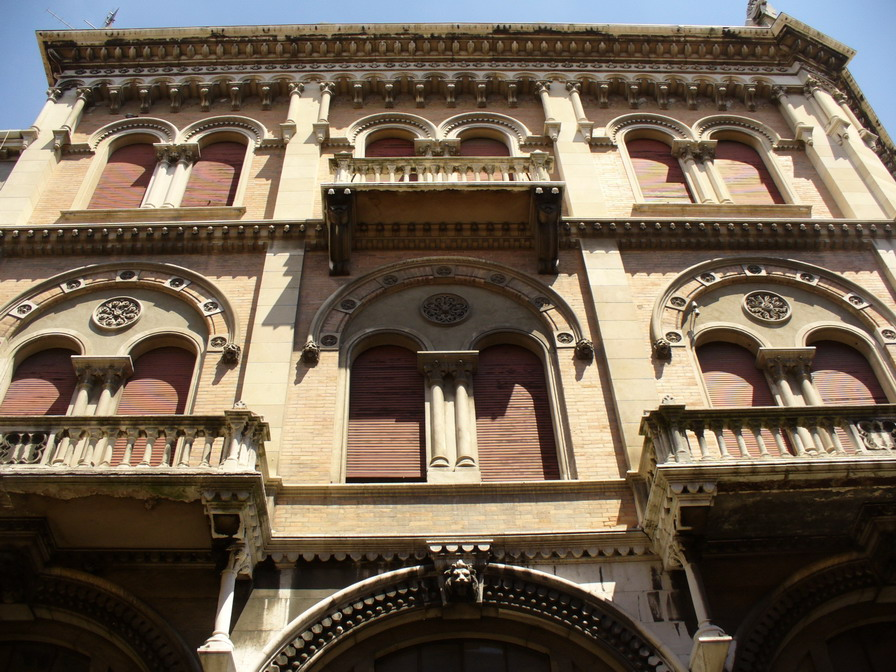
Palazzo delle Debite, facciata